# Declaração de Independência do Império Mexicano
A Declaração de Independência do Império Mexicano (espanhol: Acta de Independencia del Imperio Mexicano) é o documento promulgado em 1821 através do qual o Império Mexicano manifestou oficialmente sua independência com relação ao Império Espanhol. Este é considerado o documento fundador da moderna nação mexicana e foi redigido no Palácio Nacional, na Cidade do México, em 28 de setembro de 1821, por Juan José Espinosa de los Monteros, secretário da Junta Governamental Provisória.
Foram lavradas duas vias originais da ata. Um exemplar permaneceu no plenário da Câmara dos Deputados até ser destruído por um incêndio em 1909. O outro exemplar, roubado e vendido em 1830, foi recuperado por Maximiliano I e levado para a Europa por Agustín Fischer, seu confessor.
Algum tempo depois, o antiquário espanhol Gabriel Sánchez vendeu o documento ao historiador Joaquín García Icazbalceta. Após sua morte, seu filho Luis García Pimentel o vendeu a Florencio Gavito que, por sua vez, decidiu devolvê-lo ao presidente Adolfo López Mateos em 14 de novembro de 1961.
O documento original possui 52,9 x 71,8 centímetros e está atualmente preservado no Arquivo Geral da Nação, na Cidade do México.

## Antecedentes
Em 27 de setembro de 1821, o Exército das Três Garantias liderado por Agustín de Iturbide adentrou a Cidade do México, concluindo assim a Guerra da Independência Mexicana. Em 28 de setembro, Iturbide instalou a Junta Governamental Provisória, composta por 38 indivíduos e presidida por Antonio Pérez Martínez y Robles, Bispo de Puebla de los Ángeles. A diretoria imediatamente procedeu à eleição dos cinco membros da Regência do Império que seria composta por Iturbide (na condição de presidente) e por Juan O'Donojú, Manuel de la Bárcena, José Isidro Yáñez e Manuel Velázquez de León.
Em 13 de outubro do mesmo ano, o primeiro chefe político da Cidade do México, Ramón Gutiérrez del Mazo, ordenou que a proclamação fosse publicada pela primeira vez com o Ato de Independência para que toda a população tomasse conhecimento do grande evento, especialmente os tribunais, chefes locais, governadores e outras autoridades civis e militares, para que por sua vez os publicassem e circulassem por toda a nação.

## Texto
Declaração de independência do Império Mexicano, emitida por sua Junta Soberana, reunida na Capital em 28 de setembro de 1821.
A Nação mexicana, que durante trezentos anos não teve vontade própria, nem livre uso de sua voz, deixa hoje a opressão em que viveu.
Os esforços heroicos de seus filhos foram coroados hoje, e consumados em uma empreitada eterna e memorável, que um espírito superior a toda admiração e louvor, por amor e para a glória de seu País começou em Iguala, continuou e concretizou, superando obstáculos quase intransponíveis.
Restituída então esta parte do Norte ao exercício de todos os direitos dados pelo Autor da Natureza e reconhecidos como inalienáveis e sagrados pelas nações civilizadas da Terra, em liberdade para constituir-se da maneira que melhor lhe convier e através de representantes que possam manifestar sua vontade e planos, começa a fazer uso de tão preciosos dons e declara solenemente, por meio da Junta Suprema do Império, que é uma nação soberana e independente da velha Espanha, com a qual doravante não manterá outra união além de uma estreita amizade nos termos prescritos pelos tratados; que estabelecerá relações amistosas com outras potências, executando em relação a elas quaisquer declarações que as outras nações soberanas possam executar; que se constituirá de acordo com as bases que no Plano de Iguala e no Tratado de Córdoba o Primeiro Chefe do Exército Imperial das Três Garantias sabiamente estabeleceu e que defenderá a todo custo e com todo sacrifício dos meios e vidas de seus membros (se necessário); esta declaração solene, é feita na capital do Império no dia vinte e oito de setembro do ano de mil oitocentos e vinte e um, primeiro da Independência do México
Amém.

### Signatários
A seguir está a lista das pessoas que assinaram a Declaração de Independência, os nomes estão escritos como nos atos. Juan O'Donoju não assinou, mas seu nome estava escrito nos atos. Dos 38 membros do Conselho Governamental Provisório, apenas 34 assinaram o documento (incluindo a já mencionada firma O'Donoju). As assinaturas de Francisco Severo Maldonado, José Domingo Rus, José Mariano de Almanza e Miguel Sánchez Enciso não pareciam ter sofrido uma possível deficiência devido à doença.
- Agustín de Iturbide
- Antonio Obispo de Puebla
- Lugar de la firma de O'Donojú
- Manuel de la Bárcena
- Matías de Monteagudo
- José Yáñez
- Licenciado Juan Francisco Azcárate
- Juan José Espinosa de los Monteros
- José Maria Fagoaga
- José Miguel Guridi e Alcocer
- El Marqués de Salvatierra
- El Conde de Casa de Heras y Soto
- Juan Bautista Lobo
- Francisco Manuel Sánchez de Tagle
- Antonio de Gama y Córdoba
- José Manuel Sartorio
- Manuel Velázquez de León
- Manuel Montes Argüelles
- Manuel de la Sota Riva
- El Marqués de San Juan de Rayas
- José Ignacio García Illueca
- José Maria de Bustamante
- José María de Cervantes y Velasco
- Juan Cervantes e Padilla
- José Manuel Velázquez de la Cadena
- Juan Horbegoso
- Nicolás Campero
- El Conde de Jala y de Regla
- José María Echevers y Valdivieso
- Manuel Martínez Mancilla
- Juan Bautista Raz e Guzmán
- José María Jáuregui
- José Rafael Suárez Pereda
- Anastácio Bustamante
- Isidro Ignácio de Icaza
- Juan José Espinosa de los Monteros – Vocal Srio

### Signatários ausentes
- Juan O'Donojú
- Francisco Severo Maldonado